# Litvániai Anna lengyel királyné
Litvániai Anna (1309/10 – 1339. május 26.), születési neve: Aldona, 
lengyelül: Aldona Anna Giedyminówna, litvánul: Aldona Ona Gediminaitė, ukránul: Альдона Литовська/Альдона Гедимінівна, belaruszul: Альдона/Ганна Гедымінаўна, litván nagyhercegnő, házassága révén lengyel királyné. III. Kázmér lengyel király első felesége. Gediminas litván nagyfejedelem lánya, Jagelló litván nagyfejedelem nagynénje, bár meghalt az unokaöccse születése előtt, valamint Luxemburgi Zsigmond magyar király és német-római császár dédanyja.

## Élete
Apja Gediminas (1275 körül–1341) litván nagyfejedelem, édesanyja Polocki Jevna (Jaunė) (1280 körül–1344), Iván polocki herceg lánya.
III. Kázmér lengyel király első felesége. 1325. október 16-án kötöttek házasságot, és ez alkalomból Aldona felvette a római katolikus vallást, a nevét pedig Annának keresztelték. Házasságukból két leány született.
Anna királyné 1339. május 26-án halt meg, és a Wawelben helyezték örök nyugalomra.

## Filmművészet
A 2018-ban bemutatott Koronás sas című lengyel televíziós sorozatban megjelenik az alakja, akit Marta Bryła személyesít meg.

## Gyermekei
- Férjétől, III. (Nagy) Kázmér (1310–1370) lengyel királytól, 2 leány:
  - Erzsébet (1326/34–1361) lengyel királyi hercegnő, férje V. Boguszláv pomerániai herceg (1318/19–1373), 2 gyermek:
    - Pomerániai Erzsébet (1347–1393), férje IV. Károly német-római császár (1316–1378), 5 gyermek, többek között:
      - Luxemburgi Zsigmond (1368–1437), a lengyel korona kijelölt örököse az akkori lengyel király, az apósa, I. Lajos által 1382-ben, magyar király és német-római császár, 1. felesége Mária (1371–1395) a lengyel korona kijelölt örököse az akkori lengyel király, az apja, I. Lajos által 1382-ben, magyar királynő, 1 fiú, 2. felesége Borbála cillei grófnő (1392–1451), 1 leány:
        - (2. házasságából): Luxemburgi Erzsébet (1409–1442) magyar, cseh és német királyi hercegnő, német-római császári hercegnő, férje, I. (V.) Albert (1397–1439) osztrák herceg, magyar, cseh és német király, 4 gyermek, többek között:
          - Habsburg Erzsébet (1437–1505) magyar és cseh királyi hercegnő, lengyel királyné és litván nagyhercegné, férje IV. Kázmér lengyel király (1427–1492), 13 gyermek, többek között:
            - Jagelló János Albert (1459–1501), I. János Albert néven lengyel király és litván nagyherceg, nem nősült meg, gyermekei nem születtek
            - Jagelló Sándor (1461–1506), I. Sándor néven lengyel király és litván nagyherceg, felesége Rurik Ilona moszkvai nagyhercegnő (1476–1513), gyermekei nem születtek
            - Jagelló Zsigmond (1467–1548), I. Zsigmond néven lengyel király és litván nagyherceg, 1. felesége Szapolyai Borbála (1495–1515), I. (Szapolyai) János későbbi magyar király húga, 2 leány, 2. felesége Sforza Bona milánói hercegnő (1495–1558), 6 gyermek+3 természetes gyermek

    - Pomerániai Kázmér (Kaźko) (1351–1377), nagyapja, III. Kázmér lehetséges örököse a lengyel trónon I. Lajos magyar király ellenében, 1368-ban nagyapja örökbe fogadta, IV. Kázmér néven pomerániai herceg, 1. felesége Johanna (Kenna) (1350–1368), Algirdas litván nagyfejedelem lánya, gyermekei nem születtek, 2. felesége Piast Margit mazóviai hercegnő (1358 előtt–1388/96), gyermekei nem születtek.[2]

  - Kunigunda (1335–1357) lengyel királyi hercegnő, férje VI. Lajos bajor herceg és brandenburgi őrgróf (1330–1365), választófejedelem, IV. Lajos német-római császár fia, gyermekei nem születtek